# Brenaygletscher
Der Brenaygletscher (französisch Glacier du Brenay) ist ein Talgletscher in den Walliser Alpen, im Süden des Kantons Wallis, Schweiz. Er ist etwa 5,1 km lang, einschliesslich der Tributärgletscher wurde 1995 eine Fläche von 8,96 km² ermittelt. Die Exposition ist Südwest. Er liegt etwa fünf Kilometer östlich des Stausees Lac de Mauvoisin.
Der Brenaygletscher entsteht aus zwei nahezu gleich grossen Seitenarmen. Der Hauptgletscher beginnt an der Südflanke des Kammes zwischen der Serpentine (3789 m) und der Pigne d’Arolla. Er fliesst nach Südwesten parallel zum Otemmagletscher, von diesem getrennt durch den Grat der Portons (bis 3513 m). Nach Norden besteht über den firnbedeckten Pass Col du Brenay (3639 m) Verbindung mit dem Tsijiore-Nouve-Gletscher. Westlich des Grates der Serpentine nimmt der Serpentinegletscher (französisch Glacier de la Serpentine) seinen Ausgangspunkt an der Südflanke des Mont Blanc de Cheilon. Auch dieser Gletscher ist nach Nordosten über den Gletscherpass Col de la Serpentine (3547 m) mit den Firngebieten von Tsijiore-Nouve- und Cheilongletscher verbunden. Am Südfuss der Ruinette, von der noch weitere Firnfelder dazustossen, fliesst der Serpentinegletscher mit dem Brenaygletscher zusammen. Die Gletscherzunge endet derzeit auf einer Höhe von 2575 m. Hier entspringt der Bach Dyure du Brenay, der kurz oberhalb des Lac de Mauvoisin in die Dranse de Bagnes mündet.